# Madrasskydd

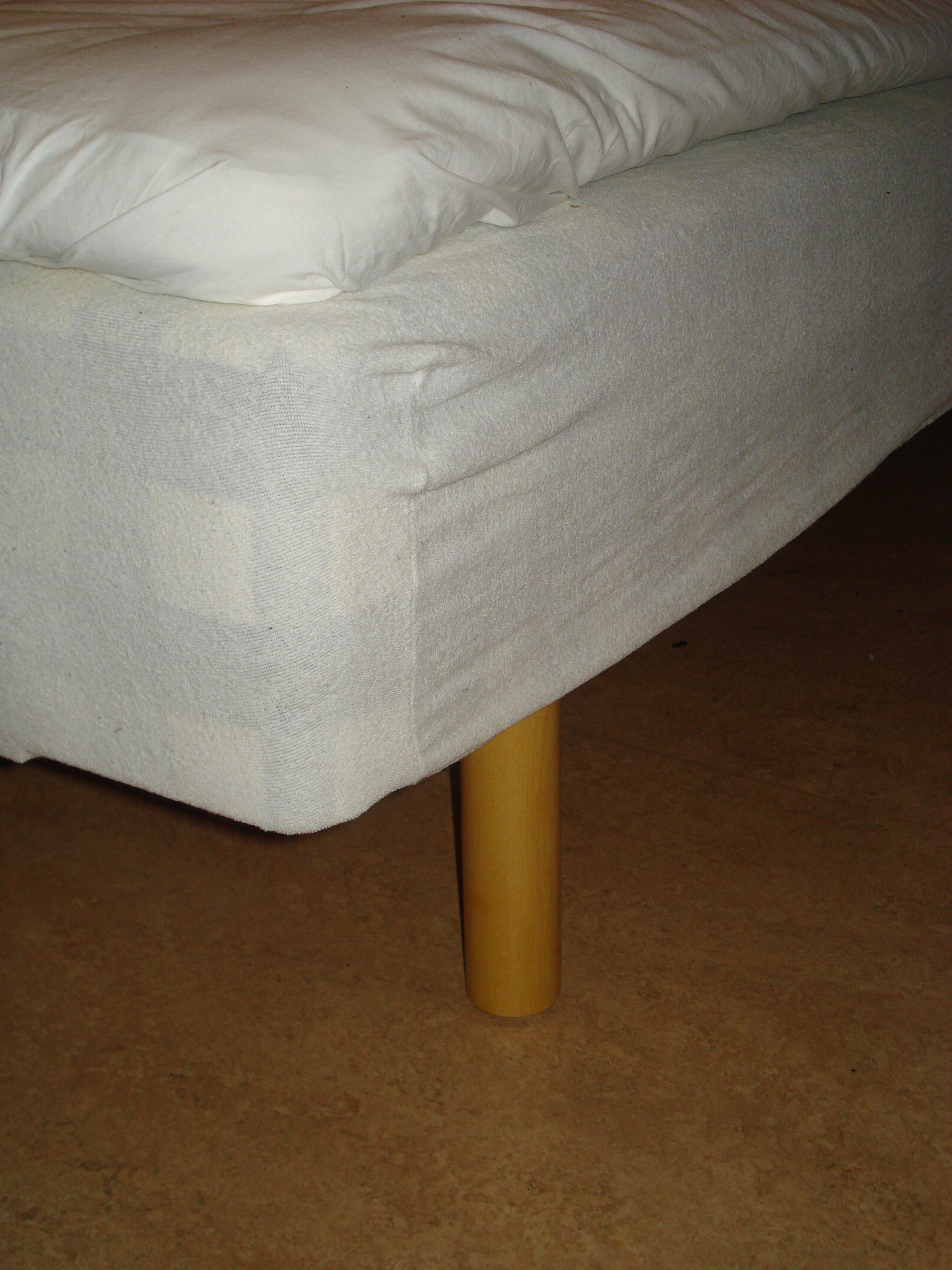
Ett madrasskydd med resår. Ovanpå det en bäddmadrass.

Madrasskydd är ett textilskydd som ska läggas under lakanet för att skydda madrassen från nedsmutsning. Det kan även i vissa fall skydda sängen. Madrasskydd kan ha resårband i kanterna så det lätt kan spännas över madrassen. Det kan exempelvis vara i ett tunt frottétyg. Madrasskyddet kan även vara av typen sängkappa, där det hänger längs kanterna på madrassen. Man kan ha ett madrasskydd runt resårmadrass och sedan en bäddmadrass över.